# Rosalyn Tureck
Rosalyn Tureck (* 14. Dezember 1914, nach anderen Angaben 14. Dezember 1913 in Chicago; † 17. Juli 2003 in New York City) war eine US-amerikanische Konzertpianistin und Musikforscherin und galt als „Hohepriesterin Bachs“.

## Leben
Obgleich Tureck mit Johannes Brahms’ 2. Klavierkonzert op. 83 debütierte und in ihrer Frühzeit Musik der romantischen Komponisten Chopin, Liszt und den Bach-Bearbeitungen Busonis spielte, widmete sie sich seit ihrem 22. Lebensjahr zunehmend und bald sogar ausschließlich den Klavierwerken des Thomaskantors. Ihre eigentliche Karriere begann mit den legendären sechs New Yorker Klavierabenden, an denen sie sämtliche 48 Präludien und Fugen aus dem Wohltemperierten Klavier und die Goldberg-Variationen aufführte – auf dem modernen Konzertflügel. Damit stellte sich Tureck quer zur damals herrschenden und besonders von Wanda Landowska beeinflussten Meinung, Bach sei nur auf dem Cembalo darstellbar.
In Deutschland wurde sie erst spät bekannt, vor allem durch Veröffentlichungen der Deutschen Grammophon: eine digitale Aufnahme der Goldbergvariationen und eine Mono-Aufnahme der 48 Präludien und Fugen des Wohltemperierten Klaviers.
Tureck publizierte eine Einführung zu der Aufführungspraxis Bachs in drei Bänden bei der Oxford University Press.
Sie war 1990 Jurymitglied beim Santander Paloma O’Shea Klavierwettbewerb.
Glenn Gould bezeichnete ihren Interpretationsstil als teilweise vorbildhaft für seinen eigenen.